# 神奈川近代文学館
神奈川近代文学館（かながわきんだいぶんがくかん）は、神奈川県横浜市にある神奈川県立の文学館。

## 概要
1984年、神奈川県の文学資料を収集・保存・公開する目的で開館。神奈川県が設立し、管理・運営は公益財団法人神奈川文学振興会が行っている。横浜市の「港の見える丘公園」内に所在する。
大衆文学、児童、詩歌などジャンルごとの大規模展示をはじめ、夏目漱石、芥川龍之介、泉鏡花から有島三兄弟、武者小路実篤、川端康成、太宰治、三島由紀夫、吉川英治、山本周五郎にいたる個人作家の展示など100回以上の企画展を開催し、さらに近年は講演会や講座、朗読会の開催を通じ、文学の普及活動に力を注いでいる。
資料館としては立地条件に恵まれ、資料保存のエキスパートを擁することが関係者に認識されたことから、その数は2021年度末で図書約51万冊、雑誌約55万冊、肉筆資料（特別資料）約24万点以上、所蔵総数は約130万点に達している。研究者とその遺族の寄贈が85％を占め、寄贈資料の中でも貴重な資料類は「○○文庫」として一括保存されている。例えば、尾崎一雄文庫、中島敦文庫、大岡昇平文庫、井上靖文庫、大岡信文庫など40をこえる個人文庫を有する。また、神奈川ゆかりの多数の作家の肉筆資料、書籍類、文芸雑誌を中心とする膨大な雑誌があり、内外の研究者の要求にこたえている。
所蔵資料の電算処理は95％以上で、国内の水準を越えている。これをもとにした所蔵情報の公開、資料の保存処理の確立なども視野に置き、児童文学、大衆文学資料の収集も視野に入れた近代日本文学を専門とする国内最大規模の資料館として発展を続けている。
初代名誉館長は尾崎一雄。初代館長は小田切進、前館長は辻原登、現館長は荻野アンナ。

## 歴代理事長
公益財団法人神奈川文学振興会（旧財団法人神奈川文学振興会）歴代理事長
- 1984－93 小田切進
- 1993－2004 中野孝次
- 2004－06 安西篤子
- 2006－12 紀田順一郎
- 2012－2024年3月31日 辻原登
- 2024年4月1日- 荻野アンナ[2]

## 沿革
典拠:
- 1979年（昭和54年）11月 - 神奈川近代文学館第1回「建設準備懇談会」開催
- 1980年（昭和55年）4月 - 神奈川県県民部文化室において神奈川近代文学館建設準備に着手
- 1982年（昭和57年）1月 - 財団法人神奈川文学振興会設立発起人会開催
  - 4月 - 財団法人神奈川文学振興会設立許可、第1回理事会開催
  - 6月 - 第1回評議員会開催
  - 8月 - 神奈川近代文学館建築工事に着手
- 1984年（昭和59年）
  - 3月 - 神奈川県立神奈川近代文学館条例制定公布、建築工事竣工、文学振興会事務局文学館へ移転
  - 4月 - 神奈川近代文学館事務局発足
  - 6月 - 貸会議室の使用開始
  - 10月 - 展示室、閲覧室の開設により全面開館
- 1992年（平成4年）11月 - 増改築工事に着手
- 1994年（平成6年）3月 - 増改築工事竣工、神奈川県立神奈川近代文学館条例一部改正（4月施行）、神奈川近代文学館事務局解消、
  - 4月 - 神奈川近代文学館の運営、神奈川文学振興会に全面委託
  - 10月 - 展示の一般公開により全面再開館
- 2005年（平成17年）3月 - 指定管理者制度導入に伴う神奈川近代文学館条例改正4月施行
- 2006年（平成18年）4月 - 財団法人神奈川文学振興会が指定管理者として神奈川近代文学館の運営開始
- 2011年（平成23年）4月 - 神奈川文学振興会が公益財団法人に移行し、指定管理者として運営を継続

## 施設概要

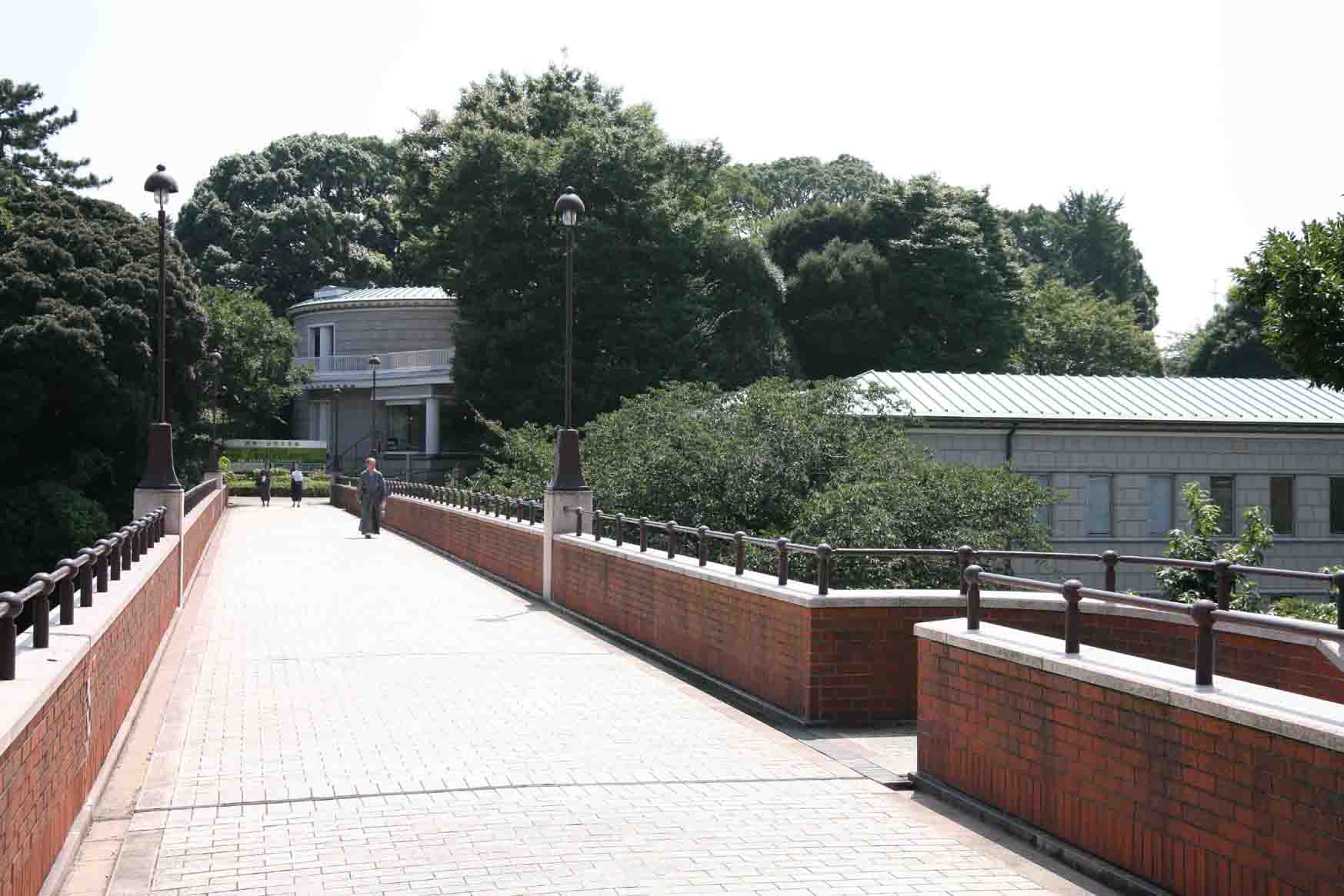
霧笛橋の上から眺めた文学館の全景（手前本館・奥に展示館）

典拠:
敷地面積7,788.74m2
- 建設期間: 1982年 7月～1984年3月（当初） 1992年10月～1994年3月（増築分）
- 建設費等: 2,488,367千円（当初） 2,031,573千円（増築分）

建物面積等
- 構造: 鉄筋コンクリート造り

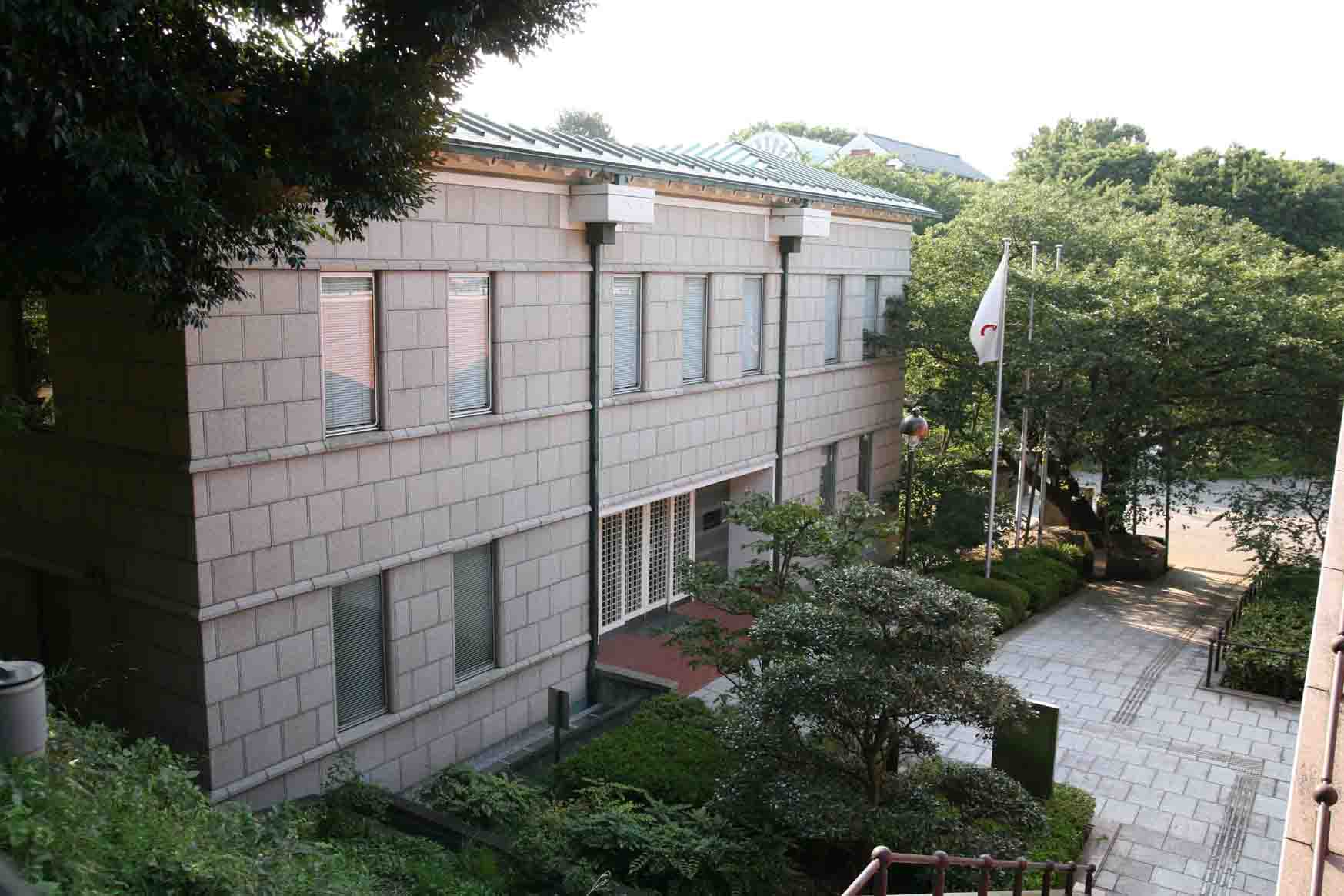
展示館前から眺めた本館閲覧室入口付近

- 建築面積: 1,971.6m2
- 延床面積: 7,285.3m2
本館: 地下3階 地下2階 3,135.7m2
展示館: 地上2階 地上2階 2,271.7m2
展示館（増築分）: 地下2階 地上1階 1,877.9m2

設計施工
- 設計管理:（株）浦辺設計 （設計者 浦辺鎮太郎）
- 施工: 清水建設（株）

## 施設
典拠:

### 展示館
- 2階
  - ホール・会議室：420平方メートル

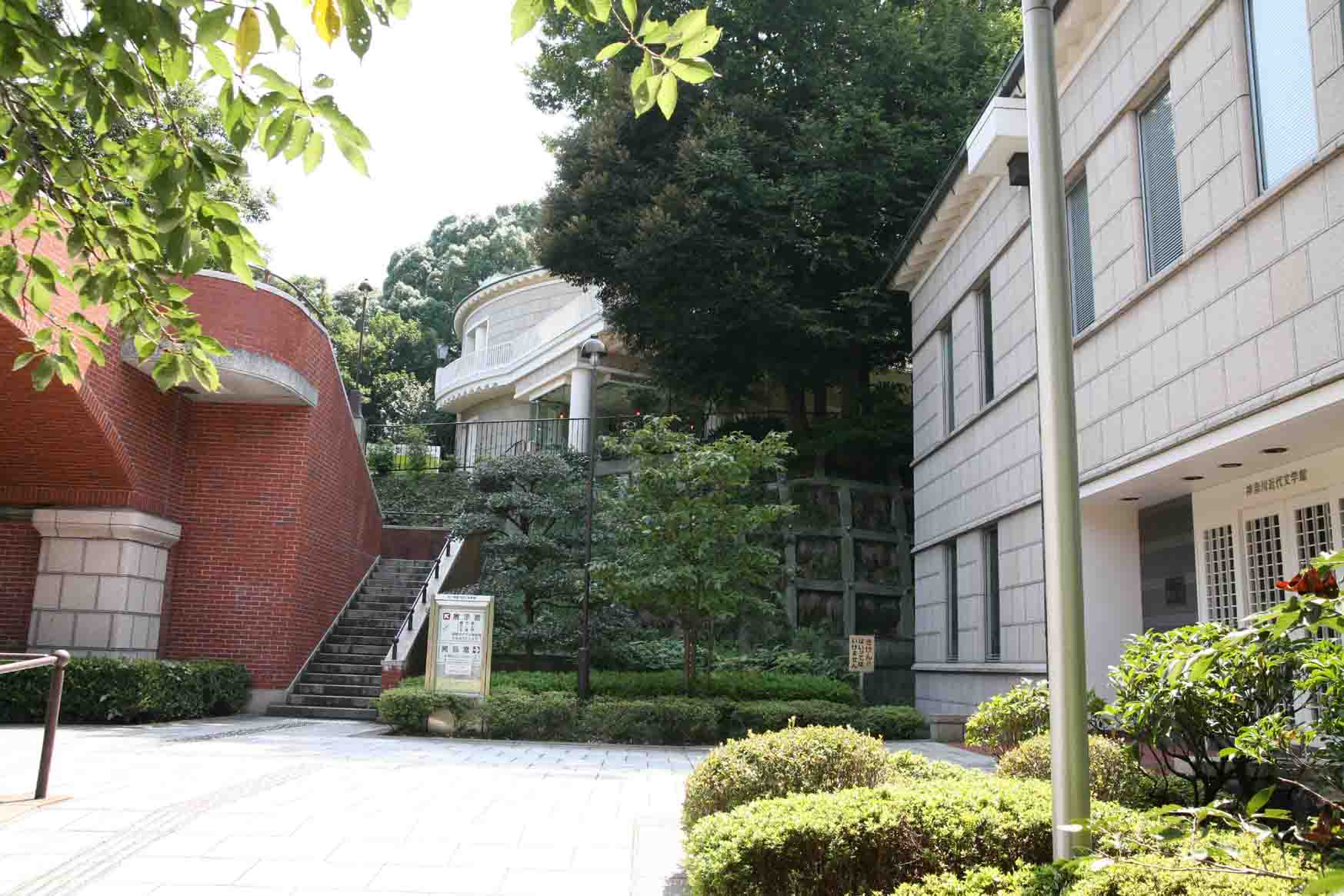
本館閲覧室前から展示館を望む（左は霧笛橋）

  - ホール（220席）：239.7平方メートル（貸会議室）
  - 中会議室（60席）：89.8平方メートル（貸会議室）
  - 和室（20人）：14畳（55.4平方メートル）（貸会議室）
  - 小会議室（18席）：36.2平方メートル（貸会議室）
- 1階
  - 展示室・喫茶室：732.2平方メートル
  - 展示室（１）：182.0平方メートル（固定常設展示、漱石山房書斎コーナー）
  - 展示室（２）：300.6平方メートル（企画展示室）
  - 展示室（３）：194.6平方メートル（企画展示室、ビデオコーナー）
  - 喫茶室（34席）：55.0平方メートル（軽食等）
  - ミュージアムショップ
- 地下1階
  - 特別資料室：250.9平方メートル
- 地下1階（増築）
  - 記念室・収蔵庫・撮影室等：899.5平方メートル
  - 記念室・収蔵庫（含B2F）等：765.7平方メートル
- 地下2階（増築）
  - 収蔵庫等

本館
- 2階
  - 事務室：168.9平方メートル
- 1階

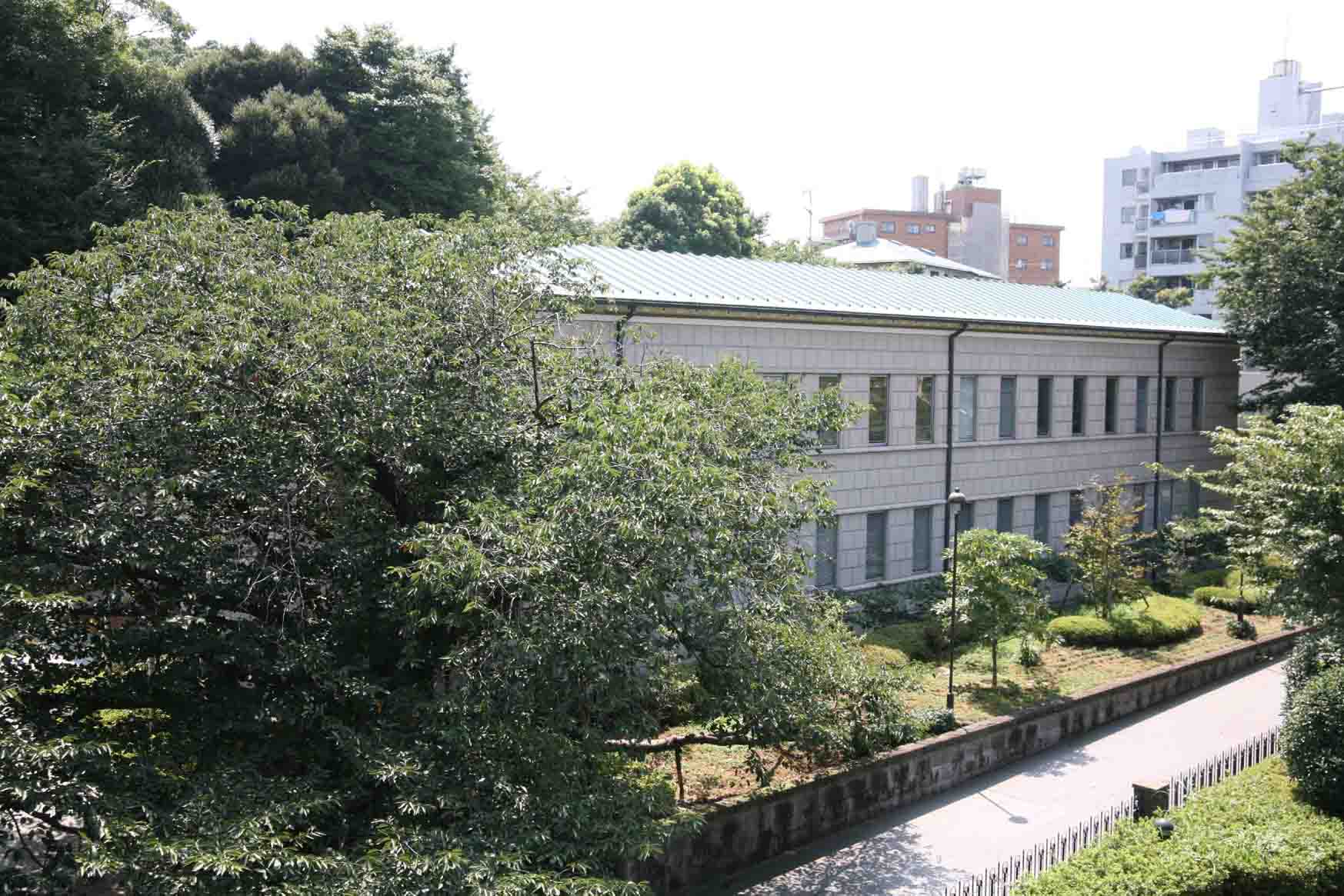
霧笛橋の上から本館を眺める

  - ロビー・閲覧室・事務室 等：372.5平方メートル
  - ロビー（6席）：152.3平方メートル（OPAC等完備）
  - 閲覧室（16席）：72.2平方メートル
- 地下1階〜地下3階
- 収蔵庫 等：1,238.4平方メートル

## 展示室
- 第1展示室― 常設展1「神奈川の風光と文学」
神奈川ゆかりの25人の文学者をそのゆかり作品を中心にビジュアルな展示
漱石山房書斎コーナー、文学散歩地図模型等
- 第2-3展示室（企画展示室兼用）― 常設展2「文学の森へ 神奈川の作家たち」
神奈川にゆかりが深く、多くの人々に親しまれた作家たちの生涯と代表作を3部構成で交換展示
（ただし特別展（企画展）開催時は企画展示室として使用）
第1部 「夏目漱石から萩原朔太郎まで」
第2部 「芥川龍之介から中島敦まで」
第3部 「太宰治、三島由紀夫から現代まで」

## 特別展・企画展
典拠:
| 年度 | 展覧会名                                                                                            |
| ---- | --------------------------------------------------------------------------------------------------- |
| 1984 | 神奈川近代文学館開館記念展 近代文学100年と神奈川展                                                  |
| 1984 | 没後15年 獅子文六展                                                                                 |
| 1985 | 生誕100年 武者小路実篤と白樺美術展                                                                  |
| 1985 | 生誕100年 木下杢太郎展                                                                              |
| 1985 | 没後20年 高見順展                                                                                   |
| 1985 | 日本の子どもの文学展 文学による流れ・絵による流れ・音による流れ                                     |
| 1985 | 没後50年 牧野信一展                                                                                 |
| 1986 | 尾崎一雄展                                                                                          |
| 1986 | 鈴木三重吉没後50年記念展 ＜赤い鳥＞の森展－日本の子どもの文化の源流－                               |
| 1986 | 大衆文学展 よみがえるヒーローたち                                                                   |
| 1987 | 川端康成展 没後15年 人・芸術、その魅力                                                              |
| 1987 | 堀口大學展 詩の宝石箱                                                                               |
| 1987 | 夏目漱石展                                                                                          |
| 1987 | 神奈川文学散歩 三浦半島の風土と抒情                                                                 |
| 1988 | 太宰治展                                                                                            |
| 1988 | 神奈川文学散歩展 湘南の光と影 藤沢市、茅ヶ崎市、寒川町、平塚市、大磯町、二宮町                      |
| 1988 | 堀辰雄展－生涯と芸術－                                                                              |
| 1989 | 中里恒子展－物語のこころ－                                                                          |
| 1989 | 神奈川文学散歩展 横浜－文学の港                                                                     |
| 1989 | 吉川英治展                                                                                          |
| 1990 | 有島武郎・生馬・里見弴展－白樺派三兄弟の芸術-                                                       |
| 1990 | ドキュメント 昭和の文学展                                                                           |
| 1990 | 神奈川文学散歩展 海辺のきらめき－小田原・真鶴・湯河原                                               |
| 1991 | 山本周五郎展                                                                                        |
| 1991 | 神奈川文学散歩展 都市の叫び、水のささやき－川崎と文学                                               |
| 1991 | 日本の詩歌展－詩・短歌・俳句の100年                                                                 |
| 1992 | 芥川龍之介展 生誕100年                                                                              |
| 1992 | 没後50年 中島敦展－一閃の光芒－                                                                     |
| 1993 | 「湘南の文学と美術」展                                                                              |
| 1994 | 馥郁タル火夫ヨ 生誕100年西脇順三郎 その詩と絵画                                                     |
| 1994 | 開館10周年・増築落成記念 収蔵コレクション展                                                         |
| 1995 | 泉鏡花展-水の迷宮-                                                                                  |
| 1995 | 神奈川文学散歩展 鎌倉 文学の理想郷                                                                  |
| 1996 | 神奈川文学散歩展 箱根・県央－緑と風と文学と                                                         |
| 1996 | 新展示 戦後の文学－新世代の登場まで                                                                 |
| 1996 | 大岡昇平展                                                                                          |
| 1997 | 立原正秋展                                                                                          |
| 1997 | 文学の挿絵と装幀展                                                                                  |
| 1997 | 収蔵コレクション展1 神西清文庫                                                                      |
| 1998 | 広津柳浪・和郎・桃子展－広津家三代の文学                                                            |
| 1998 | 谷崎潤一郎展                                                                                        |
| 1998 | 収蔵コレクション展2 近藤東文庫                                                                      |
| 1999 | 開高健展                                                                                            |
| 1999 | 永井荷風展                                                                                          |
| 1999 | 収蔵コレクション展3 尾崎一雄文庫                                                                    |
| 2000 | 「司馬遼太郎が愛した世界」展                                                                        |
| 2000 | 原爆文学展 ヒロシマ・ナガサキ－原民喜から林京子まで－                                               |
| 2000 | 収蔵コレクション展4 木下杢太郎文庫                                                                  |
| 2001 | 子どもの本の世界展 20世紀から21世紀への贈り物                                                       |
| 2001 | 野間宏と戦後派の作家たち展                                                                          |
| 2001 | 収蔵コレクション展5 藤森成吉文庫                                                                    |
| 2002 | 夏目漱石遺品受贈記念 夏目漱石展－21世紀へのことば-                                                  |
| 2002 | 収蔵コレクション展6 中島敦文庫                                                                      |
| 2002 | 生誕100年記念展 歌びと 吉野秀雄                                                                     |
| 2003 | 不滅の剣豪3人展－鞍馬天狗、眠狂四郎、宮本武蔵                                                       |
| 2003 | 井上靖展 詩と物語の大河－北国 氷壁 敦煌 しろばんば 孔子－                                           |
| 2003 | 収蔵コレクション展7 高木健夫文庫                                                                    |
| 2004 | 21世紀文学の預言者 芥川龍之介展                                                                     |
| 2004 | 鎌倉女学校と作家たち展                                                                              |
| 2004 | 開館20周年記念 収蔵コレクション展「作家の筆跡。作家の逸品。」                                       |
| 2005 | 生誕80年・没後35年記念展 三島由紀夫 ドラマティックヒストリー                                        |
| 2005 | 没後60年 島木健作展                                                                                 |
| 2005 | 日本の童謡 白秋、八十－そしてまど・みちおと金子みすゞ展                                             |
| 2005 | 生誕100年 伊藤信吉展                                                                                |
| 2006 | 新収蔵資料展 2005年度                                                                               |
| 2006 | 生誕110年 吉屋信子展－女たちをめぐる物語                                                            |
| 2006 | 中野孝次展－今ここに生きる                                                                          |
| 2006 | 俳句 その魅力展－子規、漱石、虚子、井泉水、山頭火                                                   |
| 2006 | 露伴、茂吉、寅彦と小林勇展                                                                          |
| 2007 | 新収蔵資料展 2006年度                                                                               |
| 2007 | 中原中也と富永太郎展－二つのいのちの火花                                                            |
| 2007 | ＜収蔵資料展＞生誕100年記念 井上靖展                                                                |
| 2007 | 佐藤さとる－コロボックル物語展                                                                      |
| 2007 | 没後10年無限大の宇宙－埴谷雄高『死霊』展                                                            |
| 2007 | 収蔵コレクション展8「『食道楽』の人 村井弦斎」                                                      |
| 2008 | 新収蔵資料展 2007年度・コーナー「山本七平と山本書店」                                               |
| 2008 | 生誕80年澁澤龍彥回顧展 ここちよいサロン                                                             |
| 2008 | 文学館交流展・台湾文学館の魅力－その多彩な世界                                                      |
| 2008 | かこさとし「だるまちゃんとてんぐちゃん」展                                                          |
| 2008 | 堀田善衞展 スタジオジブリが描く乱世。                                                               |
| 2008 | 神奈川県図書館協会創立80周年記念展覧会 かながわの図書館 自慢のこの一点                              |
| 2009 | 新収蔵資料展 2008年度+虚子没後50年記念 子規から虚子へ－近代俳句の夜明け－                           |
| 2009 | 森鴎外展 －近代の扉をひらく                                                                         |
| 2009 | 生誕100年中島敦展 －ツシタラの夢－                                                                  |
| 2009 | 茂田井武展 子どもたちへの贈りもの                                                                   |
| 2009 | 開館25周年記念展覧会 大乱歩展                                                                       |
| 2009 | 生誕130年長谷川時雨展                                                                               |
| 2010 | 新収蔵資料展 2009年度+収蔵コレクション展9「中村光夫文庫から 没後100年二葉亭四迷展」                 |
| 2010 | 城山三郎展 －昭和の旅人－                                                                           |
| 2010 | 開高健の世界展                                                                                      |
| 2010 | 長崎源之助展－『つりばしわたれ』『ヒロシマのえのき』『汽笛』－                                      |
| 2010 | 小泉八雲（ラフカディオ・ハーン）展                                                                  |
| 2010 | 収蔵コレクション展10 中山義秀展                                                                     |
| 2011 | 荻原井泉水と「層雲」100周年記念展+新収蔵資料展 2010年度                                             |
| 2011 | 没後15年遠藤周作展－21世紀の生命（いのち）のために                                                  |
| 2011 | 「漱石と文人たちの書画」展                                                                          |
| 2011 | 安野光雅展－アンデルセンと旅して                                                                    |
| 2011 | 没後60年記念展 いま輝く林芙美子                                                                     |
| 2011 | 常設展「文学の森へ 神奈川と作家たち」第１部＋司修『本の魔法』小展示                                 |
| 2011 | 作家と万年筆展                                                                                      |
| 2012 | 収蔵コレクション展11 中薗英助展－〈記録者〉の文学－+新収蔵資料展 2011年度                           |
| 2012 | 茂吉再生－生誕130年斎藤茂吉展－                                                                     |
| 2012 | 中野重治の手紙 ―『愛しき者へ』展                                                                    |
| 2012 | 寺村輝夫「ぼくは王さま」展                                                                          |
| 2012 | 生誕140年記念 島崎藤村展                                                                            |
| 2012 | 生誕100年 福田恆存資料展+新収蔵資料展 2012年度                                                      |
| 2013 | 収蔵コレクション展12 添田唖蝉坊・知道展－明治・大正のストリート・シンガー                           |
| 2013 | 井上ひさし展－21世紀の君たちに－                                                                    |
| 2013 | 『中原中也の手紙』展―安原喜弘へ                                                                     |
| 2013 | 注文の多い展覧会 賢治＋司修                                                                         |
| 2013 | 生誕140年記念 泉鏡花展－ものがたりの水脈                                                            |
| 2013 | 常設展「文学の森へ 神奈川と作家たち」第２部＋大佛次郎没後40年記念特設コーナー+新収蔵資料展 2013年度 |
| 2013 | 収蔵コレクション展13 生誕90年 黒岩重吾展                                                            |
| 2014 | 生誕105年 太宰治展－語りかける言葉－                                                                |
| 2014 | 装幀＝菊地信義とある『著者50人の本』展                                                              |
| 2014 | ねずみくん40周年なかえよしを＋上野紀子の100冊の絵本展                                               |
| 2014 | 須賀敦子の世界展                                                                                    |
| 2014 | 新収蔵資料展 2014年度                                                                               |
| 2014 | 収蔵コレクション展14 生誕100年 寺田透展                                                             |
| 2015 | 没後50年 谷崎潤一郎展－絢爛たる物語世界－                                                           |
| 2015 | 生誕130年没後50年『銀の匙』の作家 中勘助展                                                          |
| 2015 | まるごと 佐野洋子展 －『100万回生きたねこ』から『シズコさん』まで－                                 |
| 2015 | 生誕140年 柳田國男展 日本人を戦慄せしめよ－『遠野物語』から『海上の道』まで                         |
| 2015 | スポット展示 世界の翻訳本でみる『星の王子さま』～近年の収蔵資料から～                               |
| 2015 | 収蔵コレクション展15 文人学者・富士川英郎展                                                         |
| 2016 | １００年目に出会う夏目漱石                                                                          |
| 2016 | 没後30年 鮎川信夫と「荒地」展                                                                       |
| 2016 | 絵本作家・西村繁男の世界展 やこうれっしゃで出発！                                                   |
| 2016 | 安岡章太郎展―〈私〉から〈歴史〉へ                                                                   |
| 2016 | スポット展示 佐瀬蘭舟（させらんしゅう）旧蔵ほか夏目漱石資料～近年の収蔵資料から～                   |
| 2016 | 収蔵コレクション展16 全身小説家・井上光晴展                                                         |
| 2017 | 生誕150年 正岡子規展―病牀六尺の宇宙                                                                 |
| 2017 | 生誕120年 宇野千代展―華麗なる女の物語                                                               |
| 2017 | 角野栄子『魔女の宅急便』展―魔女とおばけと―                                                          |
| 2017 | 没後50年 山本周五郎展                                                                               |
| 2017 | スポット展示 三ッ谷洋子氏寄贈久生十蘭資料～近年の収蔵資料から～                                     |
| 2017 | 山川方夫と「三田文学」展                                                                            |
| 2018 | 生誕140年 与謝野晶子展 こよひ逢ふ人みなうつくしき                                                   |
| 2018 | 生誕150年記念 詩人大使ポール・クローデルと日本展                                                    |
| 2018 | 没後10年 石井桃子展―本を読むよろこび―                                                               |
| 2018 | 寺山修司展 ひとりぼっちのあなたに                                                                   |
| 2018 | スポット展示 広津和郎と絵画～近年の収蔵資料を中心に～                                               |
| 2018 | 収蔵コレクション展17 花田清輝展                                                                     |
| 2019 | 巨星・松本清張展                                                                                    |
| 2019 | 没後20年 江藤淳展                                                                                   |
| 2019 | 『わたしのワンピース』50周年 西巻茅子展―子どものように、子どもとともに                              |
| 2019 | 中島敦展―魅せられた旅人の短い生涯                                                                   |
| 2019 | 収蔵コレクション展18 没後50年 獅子文六展                                                            |
| 2020 | 大岡昇平の世界展(開催延期) →新型コロナウイルス感染防止対策による臨時休館で秋へ                      |
| 2020 | 没後10年 三浦哲郎展―星をかたりて、たれをもうらまず―(開催延期) →臨時休館により2021年度へ             |
| 2020 | 佐藤さとる展『コロボックル物語』とともに(開催延期) →臨時休館により2021年度へ                        |
| 2020 | 大岡昇平の世界展                                                                                    |
| 2020 | 収蔵コレクション展19・スポット展示 生誕100年 金達寿展→臨時休館で中断2021年度に再開催                |
| 2021 | 創刊101年記念展 永遠に「新青年」なるもの―ミステリー・ファッション・スポーツ―                        |
| 2021 | 生誕90年 三浦哲郎展―星をかたりて、たれをもうらまず― 併設：生誕100年 金達寿展（再開催）              |
| 2021 | 佐藤さとる展『コロボックル物語』とともに                                                            |
| 2021 | 樋口一葉展 ―わが詩は人のいのちとなりぬべき                                                          |
| 2021 | メンテナンス休館                                                                                    |
| 2022 | 生誕110年 吉田健一展 文學の樂（たのし）み                                                           |
| 2022 | 生誕100年 ドナルド・キーン展―日本文化へのひとすじの道                                               |
| 2022 | 堀内誠一 絵の世界                                                                                   |
| 2022 | 没後50年 川端康成展 虹をつむぐ人                                                                    |
| 2022 | コーナー展示 夏目漱石特別コレクションから―漱石あて絵はがきを中心に―                                 |
| 2023 | 生誕120年・没後60年 小津安二郎展                                                                    |
| 2023 | 本の芸術家・武井武雄展                                                                              |
| 2023 | 「おまけ」と「ふろく」展 子どもの夢の小宇宙                                                         |
| 2023 | 没後30年 井伏鱒二展 アチラコチラデブンガクカタル                                                    |
| 2023 | コーナー展示 没後50年 大佛次郎展 ―戦後の仕事―                                                       |
| 2024 | 帰って来た橋本治展                                                                                  |
| 2024 | 没後15年 庄野潤三展――生きていることは、やっぱり懐しいことだな！                                     |
| 2024 | 没後10年 古田足日のぼうけん                                                                         |
| 2024 | 安部公房展――21世紀文学の基軸                                                                        |
| 2025 | 大岡信展 言葉を生きる、言葉を生かす                                                                 |
| 2025 | 清岡卓行展――大連、パリ「円き広場」                                                                  |
| 2025 | 中島敦の手紙展――おとうちゃんからの贈り物                                                            |
| 2025 | 没後70年 坂口安吾展 あちらこちら命がけ                                                              |

## 収蔵資料
典拠:
収蔵資料総点数（概算）:約1,326,000冊（件）
| 内 訳 | 図書資料             | 512,208冊       |
| 内 訳 | 雑 誌                | 555,607冊       |
| 内 訳 | 特別資料（原稿類等） | 248,925件       |
| 内 訳 | 未登録資料（整理中） | 約9,000冊（件） |
電算入力済み点数:1,290,351冊（件）
| 内 訳 | 図書資料             | 500,705冊 | 登録資料の97.8%                     |
| 内 訳 | 雑 誌                | 547,404冊 | 登録資料の98.5%／タイトル数22,909誌 |
| 内 訳 | 特別資料（原稿類等） | 242,242件 | 登録資料の97.3%                     |
収蔵資料の内訳（登録資料総数 1,316,718冊（件））
| 内 訳 |                      | 寄 贈     | 割 合 | 購 入     | 割 合 |
| 内 訳 | 図書資料             | 433,772冊 | 84.7% | 78,414冊  | 15.3% |
| 内 訳 | 雑 誌                | 440,782冊 | 79.3% | 114,825冊 | 20.7% |
| 内 訳 | 特別資料（原稿類等） | 243,847件 | 98.3% | 4,220件   | 1.7%  |
| 内 訳 | 複製資料ほか         | 858件     |       |           |       |
（以上2024/03/31 現在）
- 収蔵資料の内訳の資料数には整理中の資料は含まない。
- 主な寄贈資料の内容、雑誌所蔵タイトル等または所蔵資料検索については外部リンクを参照。

## 所在地
〒231-0862 横浜市中区山手町110

## 地図
- 神奈川近代文学館周辺地図

## 交通アクセス
- 横浜高速鉄道みなとみらい線 元町・中華街駅下車 徒歩10分 （元町側６番出口（アメリカ山公園口）＞山手外国人墓地入口＞港の見える丘公園（公園内南端））
- 横浜市営バス 20系統（桜木町駅 - 山手駅）港の見える丘公園下車 徒歩3分
- 神奈川中央交通バス 11系統（桜木町駅 - 保土ヶ谷駅東口）港の見える丘公園下車 徒歩3分
- 京浜東北線（JR根岸線）石川町駅南口下車 徒歩20分
- 駐車場なし

## 周辺施設
- 大佛次郎記念館
- 港の見える丘公園
- アメリカ山公園
- 山下公園